# District de Saharsa
Le district de Saharsa  (hindi : सहरसा जिला) est un district de l'état du Bihar, en Inde,

## Géographie
Au recensement de 2011, sa population compte 1 897 102 habitants.
Son chef-lieu est la ville de Saharsa. 